# Häggenschwil
Häggenschwil ist eine Ortschaft und eine politische Gemeinde im Kanton St. Gallen in der Schweiz. Sie befindet sich im Wahlkreis St. Gallen.

## Geographie

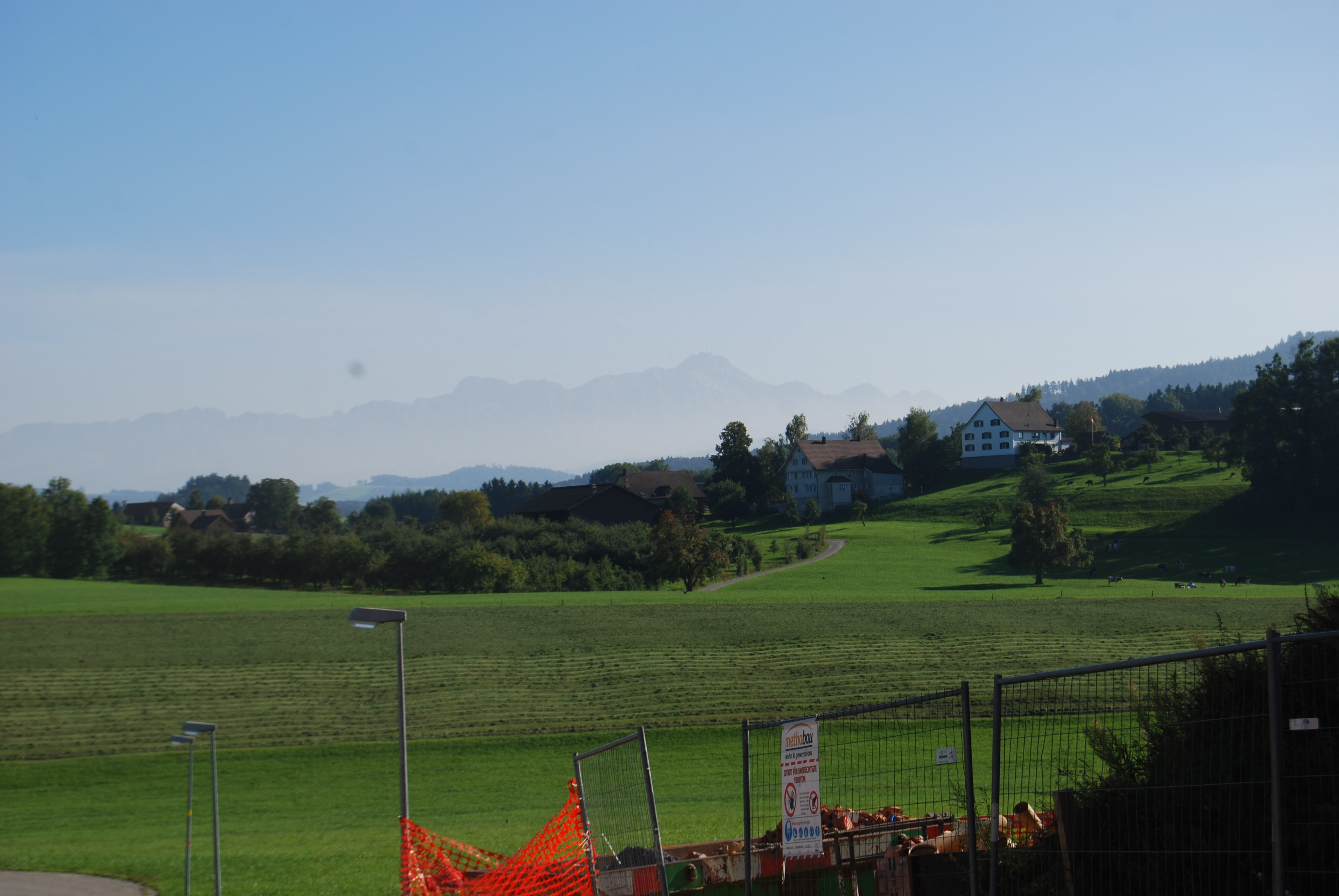
Blick vom Dorf Häggenschwil auf Täschlehausen, im Hintergrund Alpstein mit Säntis

Häggenschwil liegt an der Sitter zwischen St. Gallen und Amriswil. Die Landschaft ist geprägt durch das leichtgewellte Gelände mit parallel verlaufenden Moränenhügeln aus der letzten Eiszeit.
Die Gemeinde verfügt über eine Exklave in der Gemarkung der Gemeinde Egnach im Kanton Thurgau. Es ist der Hof Raach, der gleichzeitig mit 463 m ü. M. auch den tiefsten Punkt der Gemeinde bildet. Ruggisberg an der Gemeindegrenze zu Roggwil TG bildet ebenfalls eine Exklave, welche durch eine Exklave der Gemeinde Wittenbach von Häggenschwil getrennt ist.
Zur Gemeinde gehören die Ortschaft Häggenschwil – die ihrerseits aus dem gleichnamigen Dorf und den Weilern Agen, Bauel, Kollerberg (Chollerberg), Täschlehausen und Wetzensberg besteht –, die Ortschaft Lömmenschwil und der Hof Raach.

## Geschichte

Burgruine Alt-Ramswag von Südosten. Kolorierte Lithografie von Jakob Lorenz Gsell, um 1827

Auf dem Gemeindegebiet wurde ein Grabhügel mit Brandbestattung, vermutlich aus der Hallstattzeit, entdeckt. Eine dauernde Besiedlung ist seit dem Frühmittelalter nachgewiesen. Es entstanden Einzelhöfe, unter anderem der später in zwei Teile zerfallene Hof Häggenschwil, am Sittergraben die Burgen Alt-Ramswag und Neu-Ramswag sowie die sogenannte Waldburg, das mutmassliche Refugium der Mönche des Klosters St. Gallen beim Ungarneinfall von 926. Zwischen dem 8. und dem 10. Jahrhundert bildete sich die Grundherrschaft des Klosters St. Gallen über das nachmalige Gemeindegebiet heraus. Häggenschwil wurde 1419 als Hergnschwylen erstmals urkundlich erwähnt. Das Gemeindegebiet wurde bis zur Entstehung der politischen Gemeinde Häggenschwil nach der ursprünglich bedeutendsten Siedlung Lömmenschwil genannt und stellte innerhalb des Landshofmeisteramts der Fürstabtei St. Gallen eine Hauptmannschaft des Hofgerichts dar.

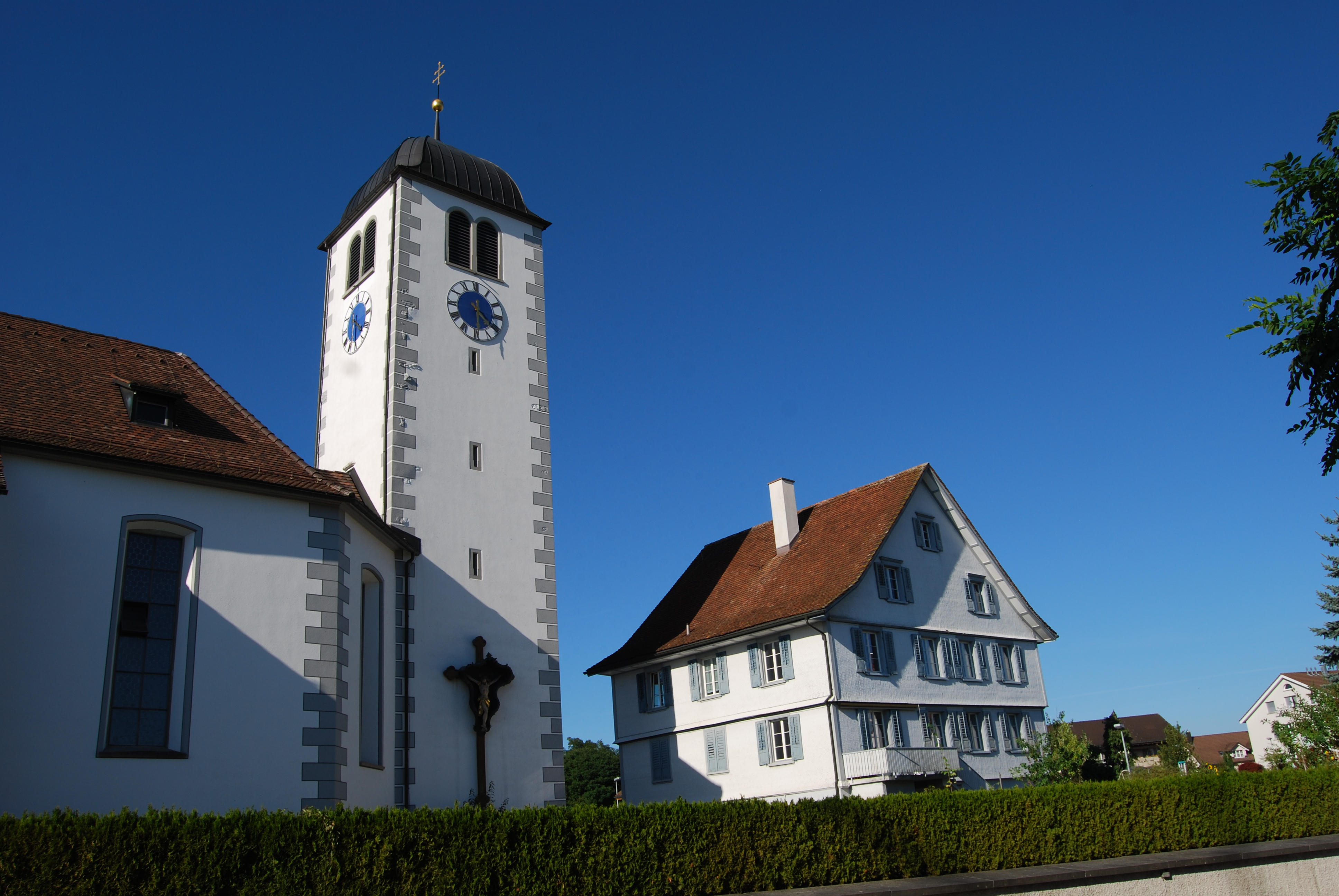
St.-Notker-Kirche mit Pfarrhaus

Kirchlich gehörten die Gemeindeteile verschiedenen Pfarreien an, bis 1728 eine eigene Pfarrei mit Notker-Patrozinium geschaffen wurde. Der Standort der Kirche beim Doppelhof Häggenschwil förderte die Entwicklung des Dorfs, so dass dieses die Siedlung Lömmenschwil bald an Bedeutung übertraf und der 1803 gegründeten politischen Gemeinde den Namen gab. Häggenschwil war 1803–1831 dem Bezirk Rorschach, 1831–1918 dem Bezirk Tablat und 1918–2002 dem Bezirk St. Gallen zugeteilt.
Wirtschaftlich dominierte in Häggenschwil bis ins 19. Jahrhundert der Ackerbau, wobei bis zum Ende des Ancien Régime die Dreizelgenordnung galt. Im 19. Jahrhundert setzten sich Milchwirtschaft, Viehzucht und Obstbau durch.  Daneben wurde von alters her Heimarbeit für die St. Galler Textilindustrie geleistet. 1903 wurde eine Viehzuchtgenossenschaft und 1917 die Obstverwertungsgenossenschaft gegründet. Von der Industrialisierung wurde Häggenschwil nur am Rand berührt (Stickereifabrikation). Seit 1910 ist der Ort ans Netz der Bodensee-Toggenburg-Bahn, die 2001 zur Südostbahn fusionierte, angeschlossen. Trotz eines 1963 eröffneten und inzwischen wieder eingestellten industriellen Lebensmittelbetriebs, einer Grosstankanlage, Gewerbebetrieben und Wegpendlern ins nahe St. Gallen blieb der bäuerliche Charakter Häggenschwils bis heute gewahrt.

## Wappen
Das Gemeindewappen ist eine Neuschöpfung und wurde durch Gemeinderatsbeschluss vom 25. Januar 1937 auf Vorschlag der kantonalen Wappenkommission erkoren. Es stellt zwei herschauende, rotbewehrte und rotgezungte, golden gekrönte, leopardierte Löwen auf gelb dar. Dies ist abgeleitet vom Wappen des Rittergeschlechts der Herren von Ramschwag.

## Bevölkerung
| Die zur Anzeige dieser Grafik verwendete Erweiterung wurde dauerhaft deaktiviert. Wir arbeiten aktuell daran, diese und weitere betroffene Grafiken auf ein neues Format umzustellen. (Mehr dazu) |

| Jahr | Katholiken | Protestanten | Andere/ Konfessionslose |
| ---- | ---------- | ------------ | ----------------------- |
| 1976 | 695        | 132          | 22                      |
| 1987 | 742        | 141          | 18                      |
| 2016 | 783        | 290          | 224                     |

## Verkehr

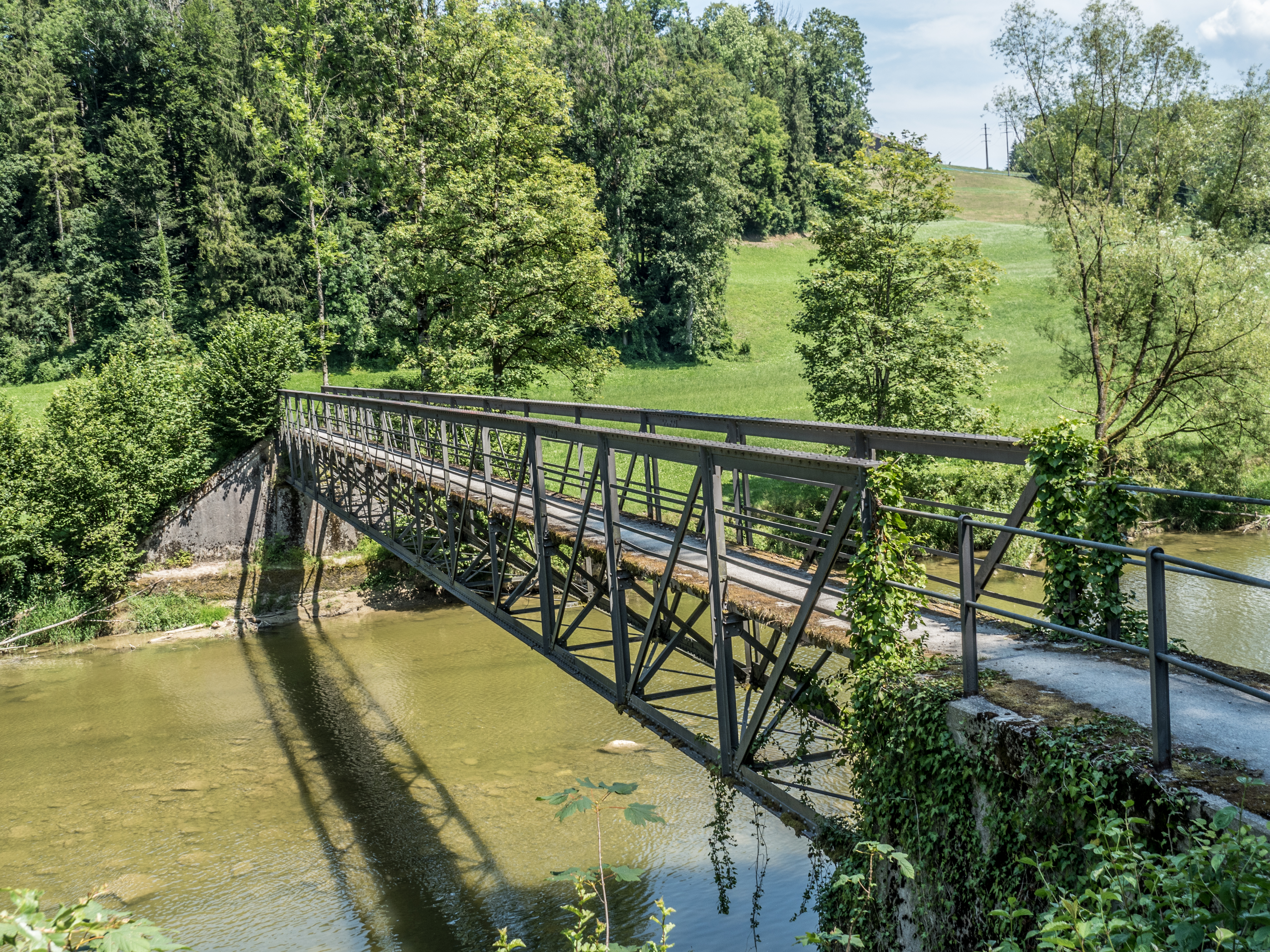
Fussgängersteg über die Sitter zwischen Häggenschwil und Bernhardzell

In Lömmenschwil zweigt die Hauptstrasse 451 nach Neukirch-Egnach von der Hauptstrasse 471 St. Gallen–Amriswil–Scherzingen (–Kreuzlingen) ab.
Die Gemeinde Häggenschwil leistete bereits 1887 einen Beitrag für die Projektstudien einer Strasseneisenbahn von St. Gallen nach Amriswil. Dieses Projekt wurde allerdings nie realisiert. 1897 übernahm die Gemeinde Häggenschwil einen Anteil am Aktienkapital der Bodensee-Toggenburg-Bahn (BT). Wegen des Namens und dem Standort des zukünftigen Bahnhofs kam es zum Streit zwischen der Gemeinde Häggenschwil und Egnach. Schliesslich wurde der Bahnhof etwa 25 Gehminuten von Häggenschwil auf Egnacher Gebiet gebaut, dafür mit dem Namen Häggenschwil-Winden. Am 3. Oktober 1910 wurde die Bodensee-Toggenburg-Bahn (BT) mit dem Bahnhof Häggenschwil-Winden eröffnet. Die Bahnlinie gehört seit 2001 der Südostbahn (SOB) und ist Teil der S-Bahn St. Gallen. Seit dem 15. September 1952 sorgt die Postautolinie Häggenschwil-Winden–Lömmenschwil–Häggenschwil, die heute weiter nach Wittenbach führt, für die Feinverteilung im öffentlichen Verkehr.

### Tanklager

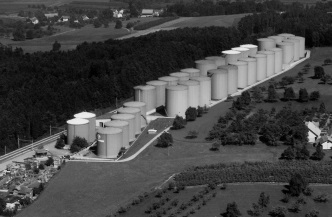
Tanklager beim Bahnhof Häggenschwil-Winden

1963 bis 1975 wurde beim Bahnhof, aber bereits auf Häggenschwiler und zu einem kleineren Teil auf Roggwiler Gemeindegebiet, ein Tanklager für Heizöl, Benzin und Diesel mit 300 Millionen Litern Lagerkapazität errichtet. Angeliefert wird per Bahn aus den Basler Rheinhäfen. Das zur Osterwalder St. Gallen AG gehörende Tanklager dient auch als Pflichtlager des Bundes. Die ‹Osterwalder St. Gallen AG› war 1928 Gründungsmitglied der Avia-Vereinigung.

## Sehenswürdigkeiten

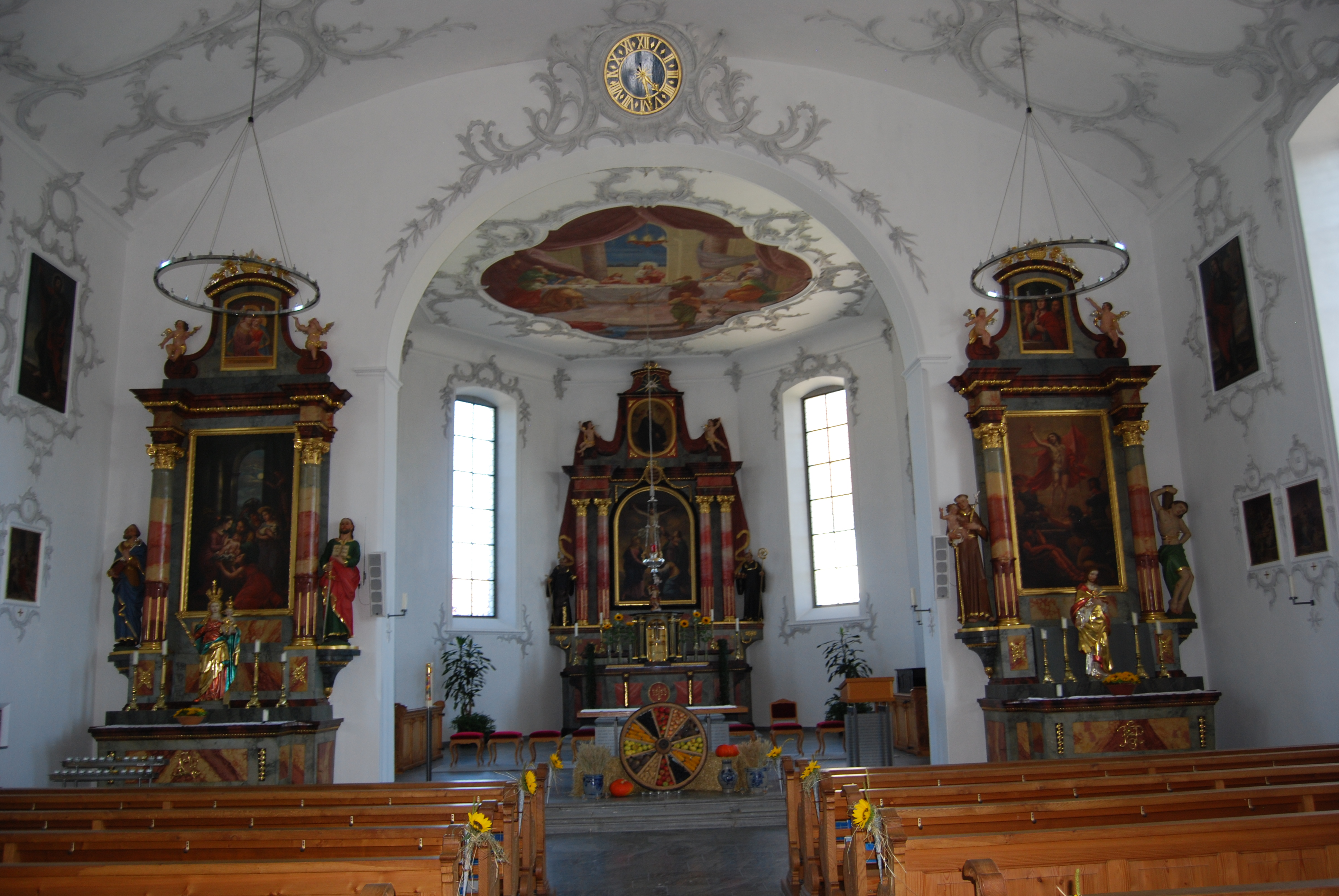
Innenansicht der Kirche St. Notker

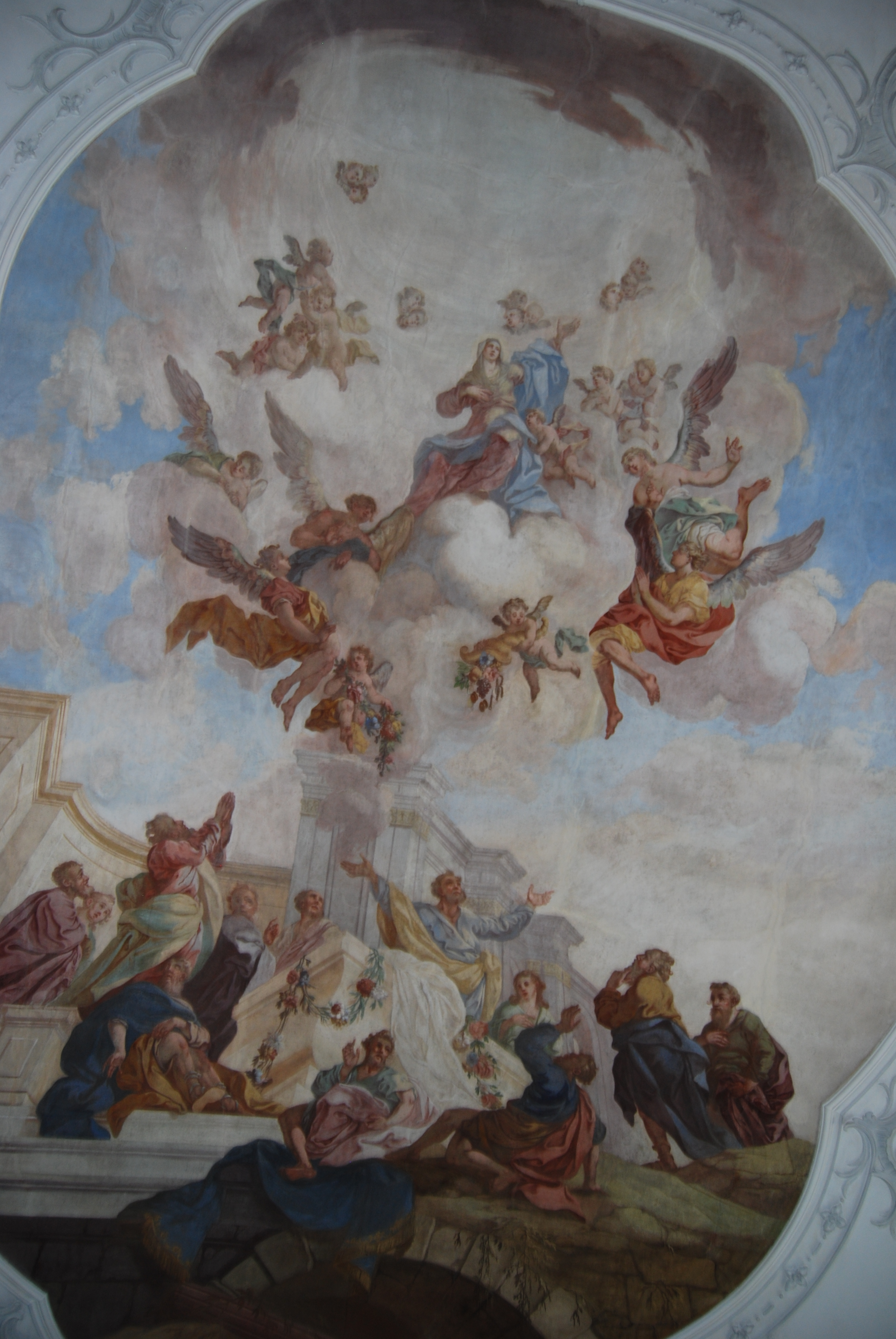
Deckenfresko in Kirche

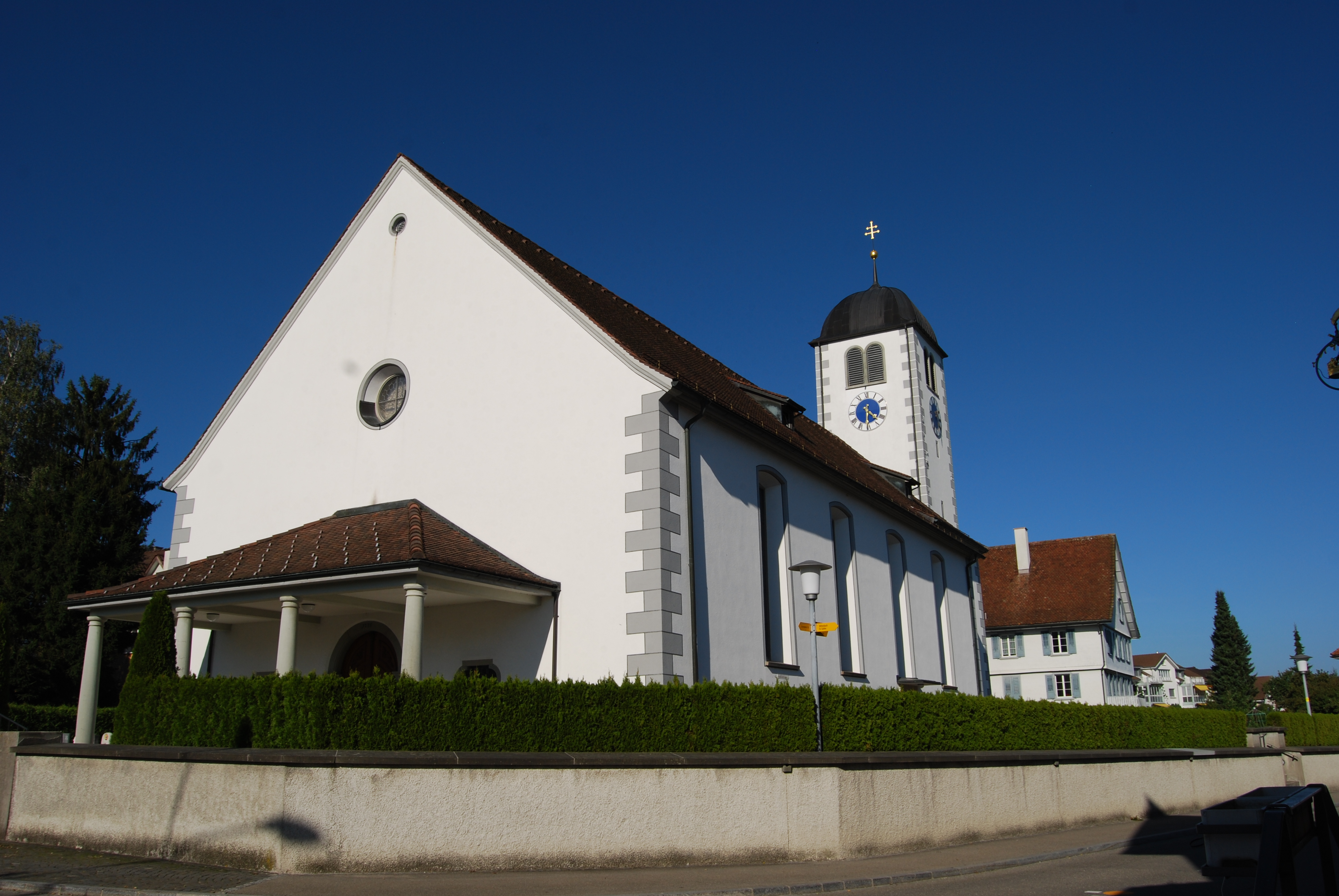
Katholische Kirche St. Notker

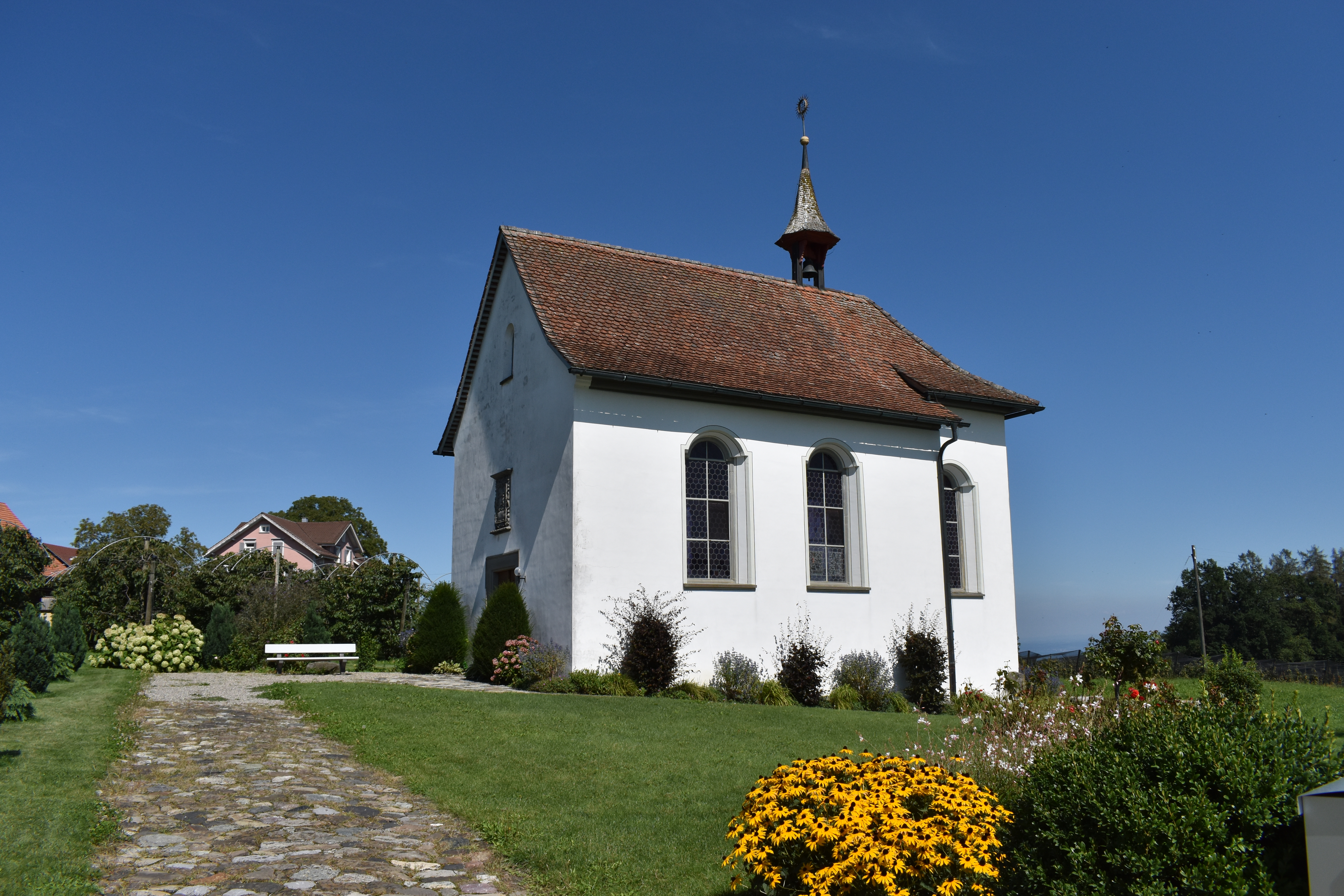
Kapelle Ruggisberg

- Ruine Alt-Ramschwag
- St.-Notkers-Kirche Häggenschwil
- Kapelle Ruggisberg
- Landwirtschaftsmuseum Ruggisberg[15]
- Ortsmuseum Häggenschwil[16]
- Waldburg

## Persönlichkeiten
- Johann Hauser (1853–1921), Politiker[17]
- Karl Hackhofer (1904–1977), Politiker (CSP)[18]
- Hugo Huber (1919–2014), Ethnologe
- Guido A. Zäch (* 1935), Arzt und Politiker (CVP)
- Arthur Loepfe (* 1942), Politiker (CVP)
- Jörg Eberle (* 1962), Eishockeyspieler

### Ehrenbürger
- 1839: Josef Gallus Popp, Pfarrer in Häggenschwil
- 1955: Josef Staub-Bieger, in Würdigung seiner 25-jährigen Tätigkeit als Gemeindevorsteher von Häggenschwil
- 1968: Edwin Hugentobler-Hauser, Sekundarlehrer, langjährige treue Lehrtätigkeit an der Schule Häggenschwil
- 1968: Josef Gerig-Eicher, Primarlehrer, langjährige treue Lehrtätigkeit an der Schule Häggenschwil
- 1968: Johann Räschle-Angehrn, Primarlehrer, langjährige treue Lehrtätigkeit an der Schule Häggenschwil[19]

## Bildergalerie

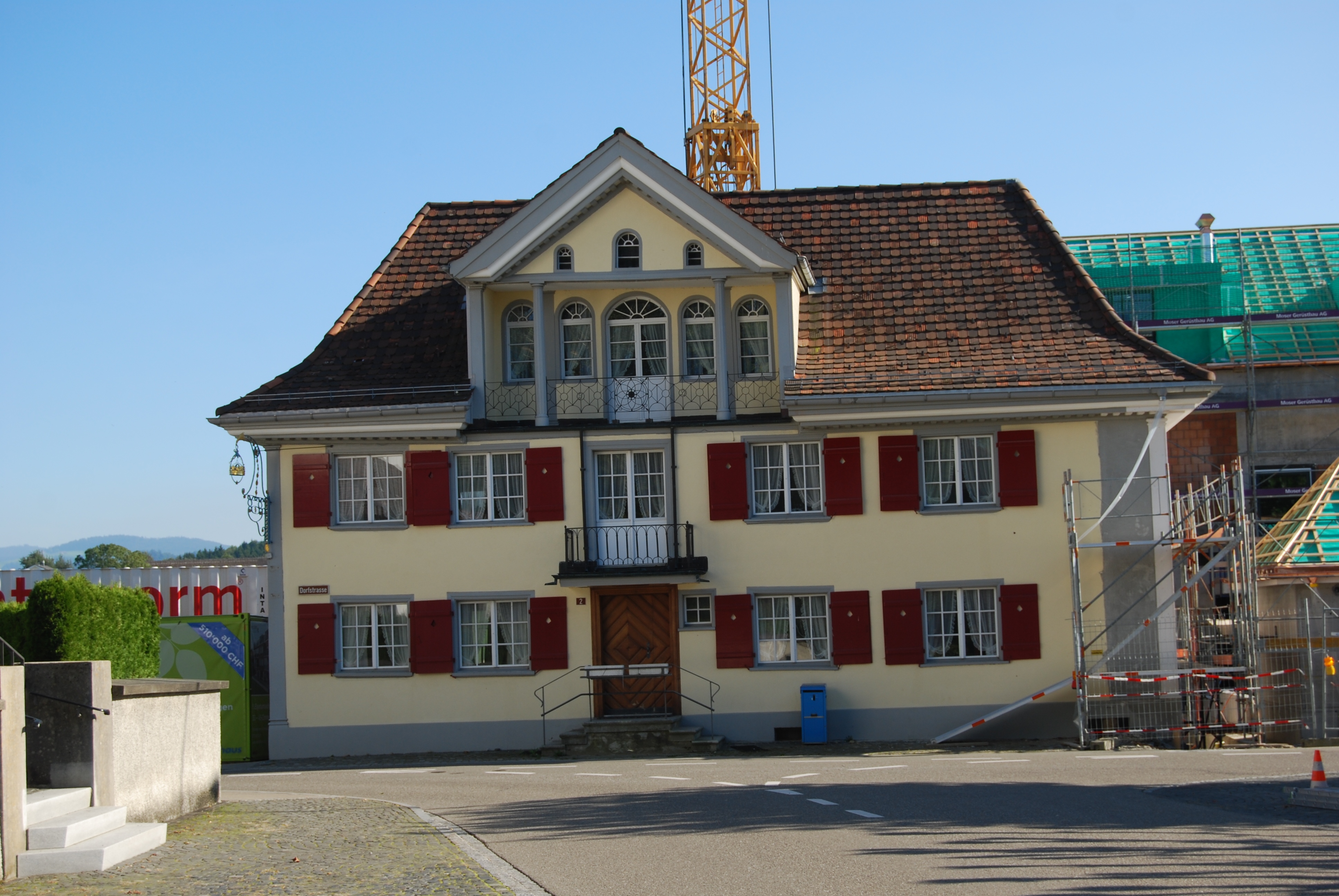
Früheres Restaurant «Krone»
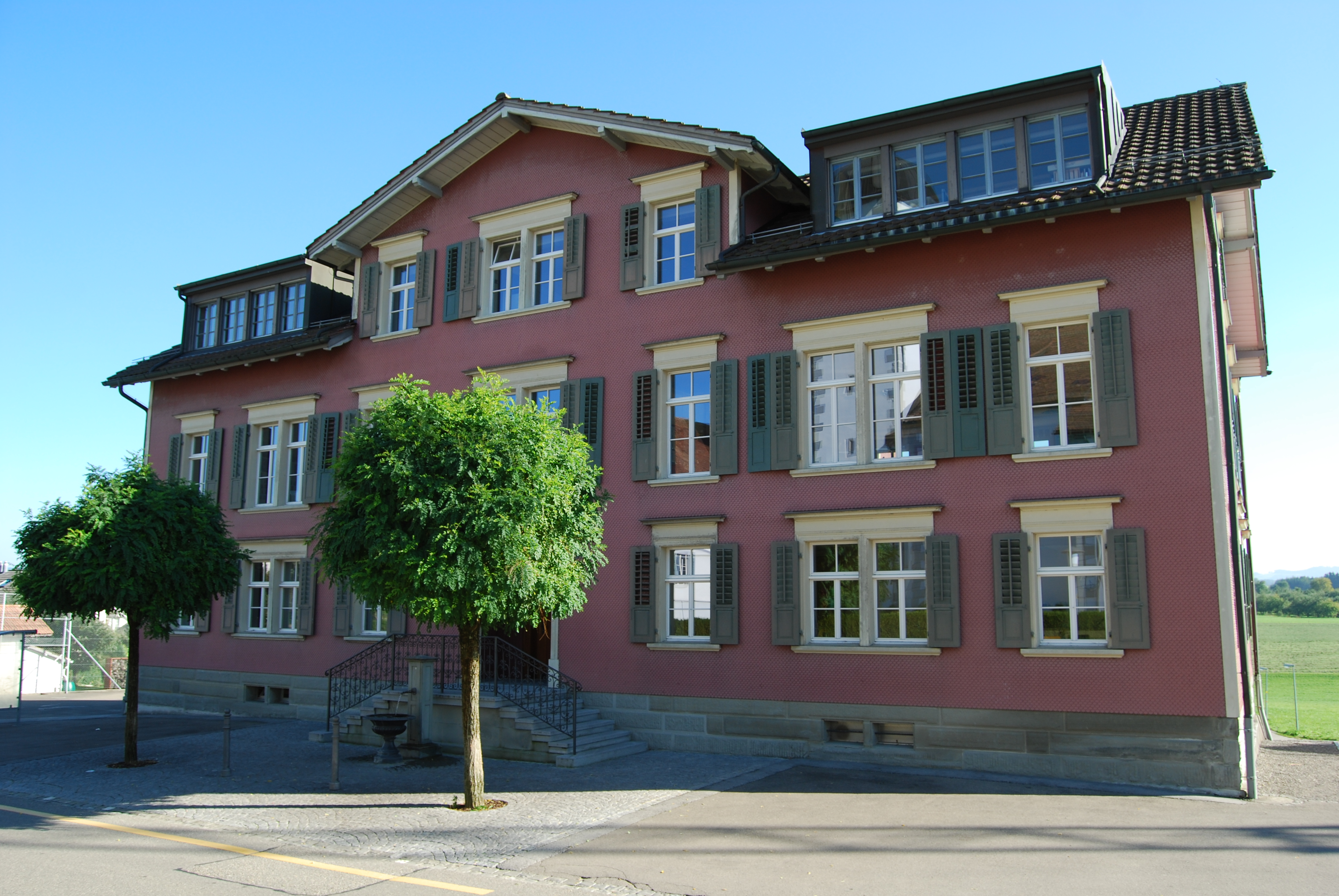
Primarschulhaus
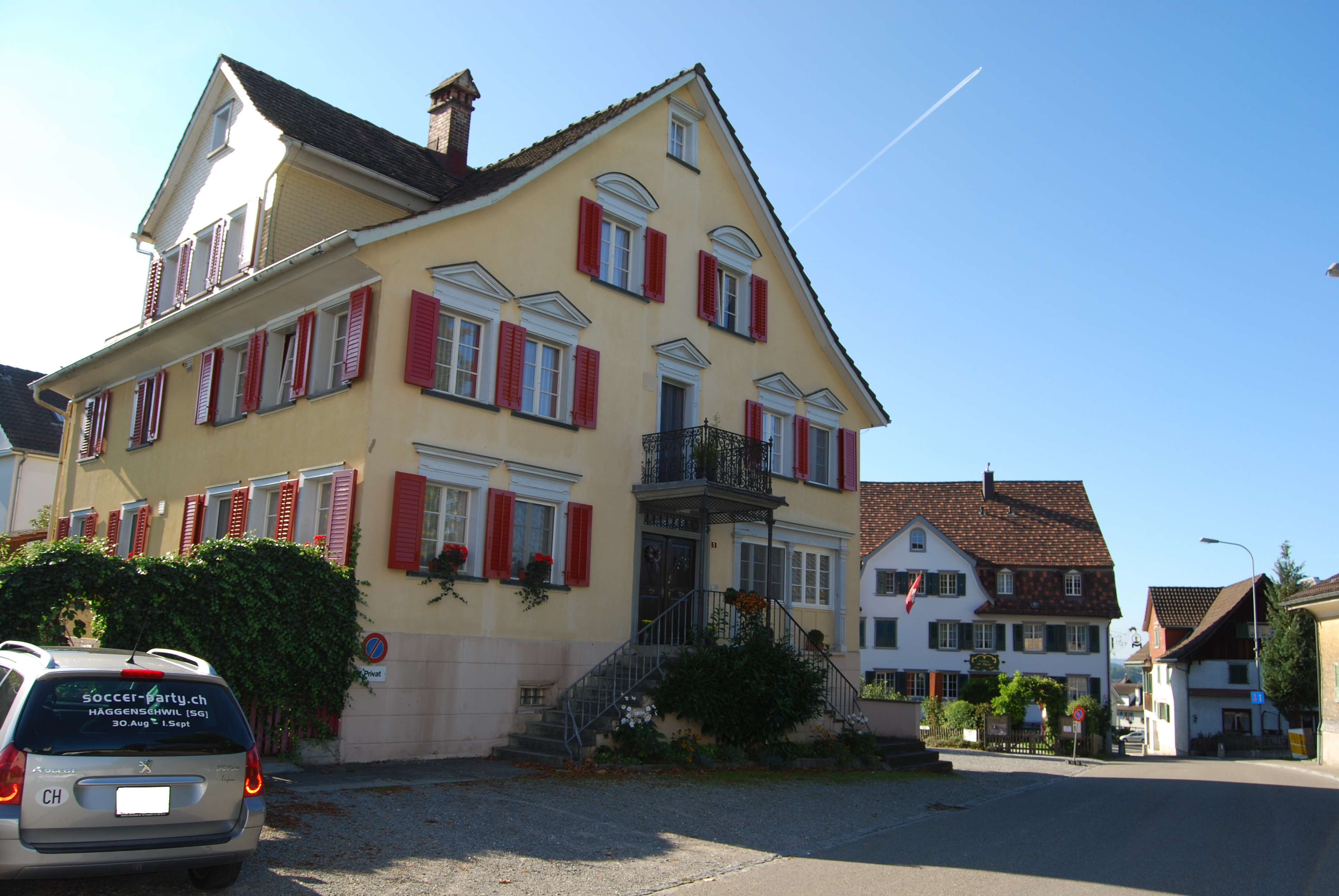
Früheres «Kaufhaus»
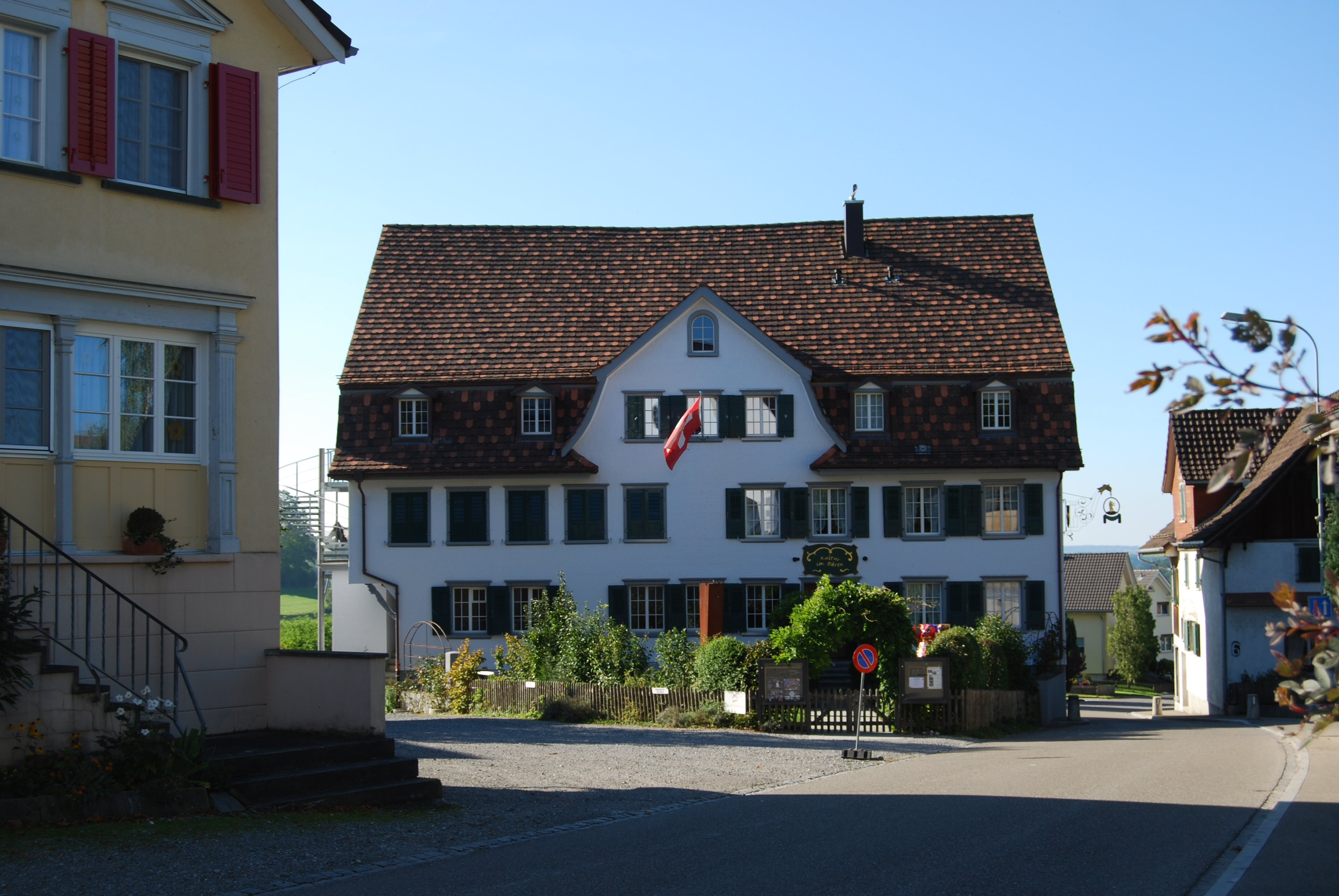
Kulturzentrum «Kultur im Bären»